# Cole (Oklahoma)
Cole is een plaats (town) in de Amerikaanse staat Oklahoma, en valt bestuurlijk gezien onder McClain County.

## Demografie
Bij de volkstelling in 2000 werd het aantal inwoners vastgesteld op 473.
In 2006 is het aantal inwoners door het United States Census Bureau geschat op 489, een stijging van 16 (3,4%).

## Geografie
Volgens het United States Census Bureau beslaat de plaats een oppervlakte van
39,1 km², geheel bestaande uit land.

## Plaatsen in de nabije omgeving
De onderstaande figuur toont nabijgelegen plaatsen in een straal van 16 km rond Cole.